# Najeeb Halaby
Pour les articles homonymes, voir Halaby.
Najeeb Halaby (arabe: نجيب إلياس حلبي) (né le 19 novembre 1915, mort le 2 juillet 2003) était un homme d'affaires américain, fonctionnaire du gouvernement, et le père de la reine Noor de Jordanie.

## Biographie
Halaby est né à Dallas, au Texas. Son père est Elias Halaby, un syro-libanais, sa mère, Laura Wilkins Halaby est une américaine née au Texas.
Il est diplômé de l'école de Leelanau, un internat du Michigan.
Élève en 1937 de l'université Stanford, et de l'école de droit de Yale (1940), il a servi de pilote d'essai à la marine américaine pendant la Seconde Guerre mondiale.
De 1961 à 1965, il était le second administrateur de la Federal Aviation Administration. De 1969 à 1972, il est Chief executive officer, en 1970, il prend la présidence du groupe Pan Am.
Il a été présent au baptême du premier avion Boeing 747.

## Famille
Il a eu trois mariages, tout d'abord avec Doris Carlquist le 24 décembre 1945. Il divorce en 1977. Ils ont eu trois enfants, Lisa (la reine Noor de Jordanie), Christian et Alexa. Il épouse en 1980 Jane Allison Coates, ils vivront ensemble jusqu'à la mort de Jane en 1996. Il se marie une dernière fois en 1997 avec Libby Anderson Cater à l'âge de 82 ans.